# Lettiska
Lettiska (eget namn: latviešu valoda) är ett östbaltiskt språk som talas av cirka 1,5 miljoner personer. Dess närmaste släkting är litauiskan. Lettiska delas i fyra huvuddialekter.
Lettiska är officiellt språk i Lettland och Europeiska unionen. Böcker på lettiska har givits ut sedan 1585 och språkvetenskapliga verk sedan första hälften av 1600-talet. För första gången översattes Bibeln i sin helhet till lettiska år 1689. Kulturspråket har vuxit fram ur lettgalliska under inflytande av kuriska och semgalliska. Lettgallen är den sydöstra delen av nuvarande Lettland och lettgalliska, som språkligt betraktas som en dialekt, hade där status som officiellt språk 1920-1934. 2009 talades lettgalliska av 200 000 personer.

## Fonologi och ortografi
Betoningen ligger nästan alltid på första stavelsen. Detta tros vara ett resultat av inverkan från finsk-ugriska språk.[källa behövs]

### Konsonanter
|             | Labial   | Dental-alveolar | Palatal  | Velar  |
| ----------- | -------- | --------------- | -------- | ------ |
| Nasal       | m        | n               | ɲ        | (ŋ)    |
| Klusil      | p \| b   | t \| d          | c \| ɟ   | k \| g |
| Affrikat    |          | t͡s \| d͡z        | t͡ʃ \| d͡ʒ |        |
| Frikativ    | (f) \| v | s \| z          | ʃ \| ʒ   | (x)    |
| Approximant |          |                 | j        |        |
| Lateral     |          | l               | ʎ        |        |
| Tremulant   |          | r               |          |        |

Källa:

### Vokaler
|            | Främre | Central | Bakre |
| ---------- | ------ | ------- | ----- |
| Sluten     | i      |         | u     |
| Halvsluten | e      |         | (ɔ)   |
| Öppen      | æ      | a       |       |

Källa:

### Ortografi
Lettiska skrivs med en variant av det latinska alfabetet. Det består av totalt 33 bokstäver varav 11 är latinska bokstäver som modifierats med diakritiska tecken.
A Ā B C Č D E Ē F G Ģ H I Ī J K Ķ L Ļ M N Ņ O P R S Š T U Ū V Z Ž
- Makron (¯) markerar lång vokal (ungefär 2,5 gånger längre än en kort vokal).
- Hake (ˇ) ändrar en alveolar frikativa till en postalveolar.
- Cedilj (¸) gör konsonanten palatal. Diakriten kan ibland ta formen av ett kommatecken och i fallet gement g så placeras det ovanför istället för under.

Ortografin bygger till stor del på principen ett ljud, en bokstav, det vill säga att uttalet för ett ord kan fås genom att ljuda det bokstav för bokstav. Det finns dock tre fall av tvetydighet. Bokstäverna e och ē kan båda uttalas som en kort respektive lång variant av de två fonemen [ɛ] och [æ]. Bokstaven o används för att skriva både långt och kort [ɔ] samt diftongen [uɔ]. I lettgalliska stavas de tre ljuden o, ō respektive uo och kampanjer pågår för att föra in detta också i standardortografin. Lettiska lingvister hävdar dock att uo är det enda inhemska lettiska fonemet och att de övriga endast återfinns i lånord. Digrafen uo samt ō och har tidigare ingått i standardortografin men avskaffades 1914 respektive 1946. På samma sätt avskaffades år 1957 bokstäverna ŗ och ch. De används dock fortfarande av många letter som bor utanför Lettland.
| A a     | Ā ā  | B b | C c  | Č č  | D d  | E e    | Ē ē      | F f | G g | Ģ ģ  | H h |
| ------- | ---- | --- | ---- | ---- | ---- | ------ | -------- | --- | --- | ---- | --- |
| [a, a:] | [a:] | [b] | [ts] | [tʃ] | [d]  | [ɛ, e] | [ɛ:, e:] | [f] | [g] | [ɟ]  | [x] |
| I i     | Ī ī  | J j | K k  | Ķ ķ  | L l  | Ļ ļ    | M m      | N n | Ņ ņ | O o  | P p |
| [i]     | [i:] | [j] | [k]  | [c]  | [l]  | [ʎ]    | [m]      | [n] | [ɲ] | [uo] | [p] |
| R r     | S s  | Š š | T t  | U u  | Ū ū  | V v    | Z z      | Ž ž |     |      |     |
| [r]     | [s]  | [ʃ] | [t]  | [u]  | [u:] | [v]    | [z]      | [ʒ] |     |      |     |

## Grammatik
- Lettiska har ett maskulint-feminint tvågenussystem. Bådadera genus har tre deklinationer. Varje deklination har sju kasus.
- Diminutiv är vanligt för lettiska substantiv (till exempel diminutiv av "ozols" (ek) är "ozoliņš")[11]
- Lettiska saknar artiklar.
- Lettiska saknar infinitivmärke (dvs det finns i lettiska ingen motsvarighet till "att" i svenskans "att cykla", "zu" i tyskans "zu schlafen", "to" i engelskans "to speak" eller till "à" i franskans "à boiter".).
- Lettiska saknar motsvarighet till verbet "att ha". Till exempel, för att säga "jag har en bok" säger man "man ir grāmata", där "man" = dativ från "es" (jag), "ir" = "är" och "grāmata" = "bok".
- Lettiska har 3 tempus: presens (tagadne), preteritum (pagātne) och futurum (nākotne).
- Lettiska saknar perfekt.
- Lettiska har ingen "sequence of tenses" (jämför "Es zinu, ka viņš atnāks" (Jag vet att han skall komma) med "Es zināju, ka viņš atnāks" (Jag visste att han skulle komma).
- Lettiska har 3 konjugationer. Varje konjugations verb har särskilda teman för varje person, såväl i singularis som i pluralis.
- Lettiska har både reflexiva och icke-reflexiva verb. Ofta (men inte alltid) har ett icke-reflexivt verb (till exempel "mazgāt" (att tvätta)) sin like bland reflexiva ("mazgāties" (att tvätta sig)).
- Lettiska har inga modala verb (dvs verb som "böra", "skola"...), utan använder istället olika verbmodus.[12]
- Lettiska har, precis som franskan, en "dubbel negation" (jämför "Es nekad turp neiešu" med ett svenskt motstycke "Jag skall aldrig gå dit" ("ne" står för negation i lettiska).[13]
- Lettiska har en ordföljd som är "vanlig" för många andra indoeuropeiska språk. Om man jämför med svenska, kan satsdelarnas ordning i en lettisk sats vara "friare" (fast inte så fri som den kan vara i många slaviska språk).[14]
- Lettiska har både bestämda och obestämda former av adjektivord (just som svenska har).
- Adjektiviska ord och räkneord böjs efter substantivets genus och kasus.

### Lettiska substantivs böjning
Singularis:
| kasus               | fråga                     | 1. deklinationen (-s,š) | 2. d. (-is,-s) | 3. d. (-us)           | 4. d. (-a)    | 5. d. (-e)    | 6. d. (-s) |
| ------------------- | ------------------------- | ----------------------- | -------------- | --------------------- | ------------- | ------------- | ---------- |
| Nominativ           | kas? (vem/vad?)           | cilvēk-s                | brāl-is        | led-us                | rok-a         | zem-e         | sird-s     |
| Genitiv             | kā? (vems?)               | cilvēk-a                | brāļ-a         | led-us                | rok-as        | zem-es        | sird-s     |
| Dativ               | kam? (till/åt vem/vad?)   | cilvēk-am               | brāl-im        | led-um                | rok-ai        | zem-ei        | sird-ij    |
| Ackusativ           | ko? (vem/vad(älskar du)?) | cilvēk-u                | brāl-i         | led-u                 | rok-u         | zem-i         | sird-i     |
| Instrumentalis      | ar ko? (med vad/vem?)     | ar cilvēk-u             | ar brāl-i      | ar led-u              | ar rok-u      | ar zem-i      | ar sird-i  |
| Lokativ             | kur? (var?)               | cilvēk-ā                | brāl-ī         | led-ū                 | rok-ā         | zem-ē         | sird-ī     |
| Vokativ             | -                         | cilvēk!                 | brāl-i!        | Mik-u! (namn ”Mikus”) | ”N”!(vanligt) | ”N”!(vanligt) | ”N”!       |
| Ordets översättning | -                         | människa                | broder         | is                    | hand          | jord/land     | hjärta     |

Pluralis:
| kasus          | 1. deklinationen | 2. d.       | 3. d.      | 4. d.     | 5. d.     | 6. d.      |
| -------------- | ---------------- | ----------- | ---------- | --------- | --------- | ---------- |
| Nominativ      | cilvēk-i         | brāļ-i      | led-i      | rok-as    | zem-es    | sird-is    |
| Genitiv        | cilvēk-u         | brāļ-u      | led-u      | rok-u     | zemj-u    | sirž-u     |
| Dativ          | cilvēk-iem       | brāļ-iem    | led-iem    | rok-ām    | zem-ēm    | sird-īm    |
| Ackusativ      | cilvēk-us        | brāļ-us     | led-us     | rok-as    | zem-es    | sird-is    |
| Instrumentalis | ar cilvēk-iem    | ar brāļ-iem | ar led-iem | ar rok-ām | ar zem-ēm | ar sird-īm |
| Lokativ        | cilvēk-os        | brāļ-os     | led-os     | rok-ās    | zem-ēs    | sird-īs    |
| Vokativ        | ”N”!             | ”N”!        | ”N”!       | ”N”!      | ”N”!      | ”N”!       |

Ge akt på följande:
- Till 1., 2. och 3. deklinationerna hör maskulinums substantiv, till 4., 5. och 6. – femininums.

- Flera maskulinums ord tillhör 1. deklinationen, medan flera femininums – 4.

- Bara några ord tillhör 3. deklinationen. Tiotals ord tillhör 6. deklinationen.

- Några maskulinums ord (till exempel ”lauva” - lejon) har ändelse –a i singularis nominativ. Dessa ord böjs som om de hörde till 4. deklinationen med undantag för singularis dativ där de har ändelse –am.

- Några 2. deklinationens ord har ändelse –s i singularis nominativ (till exempel ”ūdens” - vatten). Dessa ords singular genitiv sammanfaller med deras nominativ i singularis (undantag: ordets ”suns” (hund) genitiv är ”suņa”).

- "Hårda" konsonanter framför ords ändelser blir "mjuka" (b - bj, p - pj, m - mj, v - vj, l - ļ, n - ņ, s - š, t - š, z - ž, d - ž, c – č, dz - dž) i följande fall:
- hos 2. deklinationens ord i singular genitiv och i alla kasus i pluralis (undantag är ordet ”viesis” (gäst) och namn som har –d eller –t framför –is (Valdis, Atis))
- hos 5. deklinationens ord i genitiv i pluralis
- hos flera 6. deklinationens substantiv i genitiv i pluralis

### Personliga pronomen. Reflexiva pronomenet.
| kasus          | es (jag) | mēs (vi) | tu (du) | jūs (ni) | reflexiva pronomenet |
| -------------- | -------- | -------- | ------- | -------- | -------------------- |
| Nominativ      | es       | mēs      | tu      | jūs      | -                    |
| Genitiv        | manis    | mūsu     | tevis   | jūsu     | sevis                |
| Dativ          | man      | mums     | tev     | jums     | sev                  |
| Ackusativ      | mani     | mūs      | tevi    | jūs      | sevi                 |
| Instrumentalis | ar mani  | ar mums  | ar tevi | ar jums  | ar sevi              |
| Lokativ        | manī     | mūsos    | tevī    | jūsos    | sevī                 |

Ge akt på följande:
- Personliga pronomen ”viņš” (han), ”viņa” (hon), ”viņi” (de (om män)), ”viņas" (de (om kvinnor)) böjs som om dessa vore 1. och 4. deklinationernas substantiv. Dessa pronomen används nästan aldrig för att beteckna icke-levande föremål (demonstrativa pronomen används istället). Om en grupp människor består av företrädare för de båda könen, använder man ”viņi” för att beteckna dem.

- Reflexiva pronomenet på lettiska motsvarar pronomenet ”sig” på svenska.

- ”jūs” kan även användas för ett artigt tilltal till en person. Då skrivs det som „Jūs”.

### Demonstrativa pronomen
Singularis:
| kasus          | šis (den/det här) | šī (den/det här) | tas (den/det där) | tā (den/det där) |
| -------------- | ----------------- | ---------------- | ----------------- | ---------------- |
| Nominativ      | šis               | šī               | tas               | tā               |
| Genitiv        | šā, šī            | šās, šīs         | tā                | tās              |
| Dativ          | šim               | šai              | tam               | tai              |
| Ackusativ      | šo                | šo               | to                | to               |
| Instrumentalis | ar šo             | ar šo            | ar to             | ar to            |
| Lokativ        | šajā, šinī, šai   | šajā, šinī, šai  | tajā, tanī, tai   | tajā, tanī, tai  |

Pluralis:
| kasus          | šie (de här)       | šīs (de här)       | tie (de där)       | tās (de där)       |
| -------------- | ------------------ | ------------------ | ------------------ | ------------------ |
| Nominativ      | šie                | šīs                | tie                | tās                |
| Genitiv        | šo                 | šo                 | to                 | to                 |
| Dativ          | šiem               | šīm                | tiem               | tām                |
| Ackusativ      | šos                | šīs                | tos                | tās                |
| Instrumentalis | ar šiem            | ar šīm             | ar tiem            | ar tām             |
| Lokativ        | šajos, šinīs, šais | šajās, šinīs, šais | tajos, tanīs, tais | tajās, tanīs, tais |

Ge akt på följande:
- „Šis” och ”tas” (och deras plural) används för att beteckna maskulina substantiv medan ”šī” och ”tā” (och deras plural) – feminina substantiv.

- I lokativ använder man hellre det första av de 3 alternativen, dvs "šajā", "tajos" osv

- ”šāds”/”tāds” (sådan/sådant (om maskulina substantiv)) och ”šāda”/”tāda” (sådan/sådant (om feminina substantiv)) böjs som om dessa vore substantiv och tillhörde 1. respektive 4. deklinationen.

- Om det demonstrativa pronomenet ”tas” är subjekt i en sats och hänvisar till något föremål, så måste detta demonstrativa pronomen motsvara föremålets genus och numerus: ”Tā ir mana draudzene” – Den där är min väninna; ”Tie ir mani draugi” – ”De där är mina vänner”.

- Om det demonstrativa pronomenet ”tas” inte hänvisar till något föremål används alltid just ”tas” (och dess kasusformer). I så fall översätts detta pronomen till svenska som ”det”/”detta”: ”Es tam neticu” – Jag tror inte på detta.

### Possessiva pronomen
- possessiva pronomen ”mans”/”mana” (min, mitt), ”tavs”/ ”tava” (din, ditt) och ”savs”/”sava” (sin, sitt) och dess pluralformer böjs (tillsammans med ”sina” substantiv) som 1./4. deklinationernas substantiv.

- ”mūsu” (vår, vårt, våra), ”jūsu” (er, ert, era), ”viņa” (hans), ”viņas” (hennes) och ”viņu” (deras) böjs inte tillsammans med sina substantiv ty dessa pronomen är genitivformer av ”mēs”, ”jūs”, ”viņš”, ”viņa”, och ”viņi”/”viņas" respektive.

### Verbs böjning
2. konjugationen, icke-reflexiva verb (”dzīvot” – att leva, att bo):
| person               | presens    | preteritum | futurum     |
| -------------------- | ---------- | ---------- | ----------- |
| es                   | dzīvo-j-u  | dzīvo-j-u  | dzīvo-š-u   |
| tu                   | dzīvo      | dzīvo-j-i  | dzīvo-s-i   |
| viņš/viņa/viņi/viņas | dzīvo      | dzīvo-j-a  | dzīvo-s     |
| mēs                  | dzīvo-j-am | dzīvo-j-ām | dzīvo-s-im  |
| jūs                  | dzīvo-j-at | dzīvo-j-āt | dzīvo-s-iet |

2. konjugationen, reflexiva verb (”rūpēties” – att sköta, att akta):
| person               | presens      | preteritum   | futurum       |
| -------------------- | ------------ | ------------ | ------------- |
| es                   | rūpē-j-os    | rūpē-j-os    | rūpē-š-os     |
| tu                   | rūpē-j-ies   | rūpē-j-ies   | rūpē-s-ies    |
| viņš/viņa/viņi/viņas | rūpē-j-as    | rūpē-j-ās    | rūpē-s-ies    |
| mēs                  | rūpē-j-amies | rūpē-j-āmies | rūpē-s-imies  |
| jūs                  | rūpē-j-aties | rūpē-j-āties | rūpē-s-ieties |

3. konjugationen, 1. gruppen, icke-reflexiva verb (”lasīt” – att läsa):
| person               | presens | preteritum | futurum    |
| -------------------- | ------- | ---------- | ---------- |
| es                   | las-u   | lasī-j-u   | lasī-š-u   |
| tu                   | las-i   | lasī-j-i   | lasī-s-i   |
| viņš/viņa/viņi/viņas | las-a   | lasī-j-a   | lasī-s     |
| mēs                  | las-ām  | lasī-j-ām  | lasī-s-im  |
| jūs                  | las-āt  | lasī-j-āt  | lasī-s-iet |

3. konjugationen, 2. gruppen, icke-reflexiva verb (”peldēt” – att simma):
| person               | presens | preteritum | futurum     |
| -------------------- | ------- | ---------- | ----------- |
| es                   | peld-u  | peldē-j-u  | peldē-š-u   |
| tu                   | peld-i  | peldē-j-i  | peldē-s-i   |
| viņš/viņa/viņi/viņas | peld    | peldē-j-a  | peldē-s     |
| mēs                  | peld-am | peldē-j-ām | peldē-s-im  |
| jūs                  | peld-at | peldē-j-āt | peldē-s-iet |

3. konjugationen, 1. gruppen, reflexiva verb (”mācīties” – att studera):
| person               | presens   | preteritum   | futurum       |
| -------------------- | --------- | ------------ | ------------- |
| es                   | māc-os    | mācī-j-os    | mācī-š-os     |
| tu                   | māc-ies   | mācī-j-ies   | mācī-s-ies    |
| viņš/viņa/viņi/viņas | māc-ās    | mācī-j-ās    | mācī-s-ies    |
| mēs                  | māc-āmies | mācī-j-āmies | mācī-s-imies  |
| jūs                  | māc-āties | mācī-j-āties | mācī-s-ieties |

3. konjugationen, 2. gruppen, reflexiva verb (”peldēties” – att bada):
| person               | presens    | preteritum    | futurum        |
| -------------------- | ---------- | ------------- | -------------- |
| es                   | peld-os    | peldē-j-os    | peldē-š-os     |
| tu                   | peld-ies   | peldē-j-ies   | peldē-s-ies    |
| viņš/viņa/viņi/viņas | peld-as    | peldē-j-ās    | peldē-s-ies    |
| mēs                  | peld-amies | peldē-j-āmies | peldē-s-imies  |
| jūs                  | peld-aties | peldē-j-āties | peldē-s-ieties |

Ett exempel för 1. konjugationen, icke-reflexivt verb ”sākt” (att börja):
| person               | presens | preteritum | futurum   |
| -------------------- | ------- | ---------- | --------- |
| es                   | sāk-u   | sāk-u      | sāk-š-u   |
| tu                   | sāc     | sāk-i      | sāk-s-i   |
| viņš/viņa/viņi/viņas | sāk     | sāk-a      | sāk-s     |
| mēs                  | sāk-am  | sāk-ām     | sāk-s-im  |
| jūs                  | sāk-at  | sāk-āt     | sāk-s-iet |

Ett exempel för 1. konjugationen, reflexivt verb ”iepazīties” – att bekanta sig:
| person               | presens        | preteritum    | futurum         |
| -------------------- | -------------- | ------------- | --------------- |
| es                   | iepazīst-os    | iepazin-os    | iepazī-š-os     |
| tu                   | iepazīst-ies   | iepazin-ies   | iepazī-s-ies    |
| viņš/viņa/viņi/viņas | iepazīst-as    | iepazin-ās    | iepazī-s-ies    |
| mēs                  | iepazīst-amies | iepazin-āmies | iepazī-s-imies  |
| jūs                  | iepazīst-aties | iepazin-āties | iepazī-s-ieties |

Ge akt på följande:
- Infinitivens tecken är ändelsen –t (-ties hos reflexiva verb)
- 1. konjugationens verb har bara en stavelse i infinitiv (om man struntar i prefix). Infinitivens ändelse –t (-ties) föregås av en konsonant eller (sällan) en vokal som tillhör verbets rot. Till skillnad från två övriga konjugationer, finns det ingen allmän böjningsmall för 1. konjugationens verb, dvs varje av dessa verb har någon sin speciella egenhet när det gäller böjning, men typiska för 2. och 3. konjugationerna ändelser bevaras även här. Till 1. konjugationen tillhör bara cirka 100 verb, men många av dem är mycket gångbara
- En del 1. konjugationens icke-reflexiva verb har i singularis 2. personen (”tu”) i presens ändelsen –i (flera 1. konjugationens verb saknar dock denna ändelse)
- Till 2. konjugationen hör de verb vilkas infinitiv slutar med –āt, -ēt, -īt eller -ot (–āties, -ēties, -īties eller –oties för reflexiva verb) samt verbet „dabūt” (att få, att skaffa (sig))
- Till 3. konjugationens 1. grupp hör de verb vilkas infinitiv slutar med –īt (-īties) (som inte tillhör 2. konjugationen), -ināt (-ināties) samt ett "-āt"-verb „zināt” (att veta)
- Till 3. konjugationens 2. grupp hör de verb vilkas infinitiv slutar med –ēt (-ēties) (som inte tillhör 2. konjugationen) samt två  „-āt”-verb: „dziedāt” (att sjunga) och „raudāt” (att gråta)
- ”-ēt, -ēties”-verb av icke-lettiskt ursprung (till exempel ”okupēt” (att ockupera), „aktivizēties” (att bli aktiv(t, a))) tillhör 2. konjugationen
- De flesta av ”–īt, -īties”-verb tillhör 3. konjugationen. Några ”–īt, -īties”-verb (till exempel „cienīt” (att ära, att respektera)) kan böjas enligt såväl 2. konjugationens som 3. konjugationens mönster
- 3. konjugationens ”–cīt, -cīties”-verb har konsonanten ”k” och ”-dzīt, -dzīties”-verb – konsonanten „g” framför ändelserna i presens (till exempel ”sacīt” (att säga) men ”es saku” (jag säger)). Denna regel gäller inte verben ”mācīt” (att lära, att undervisa) och ”mīcīt” (att knåda, att älta). Verbet ”mocīt” (att plåga) kan såväl böjas enligt denna regel som bibehålla ”c” i presens
- För att bilda negation använder man prefixen ”ne”: ”Nē, es negribu to darīt” (Nej, jag vill inte göra det). Undantaget: negation av verbet ”būt” (att vara) i 3. personen (såväl pluralis som singularis) i presens är ”nav”: ”Mūsu kaķis nav vesels šodien” (Vår katt är inte frisk idag)
- Istället för ”-iet” och ”-ieties” (för reflexiva verb) i futurum för ”jūs” kan man använda ”-it” och ”-ities” (gäller alla konjugationer). Detta alternativ är dock mindre gångbar
- ”Iet” (att gå), ”dot” (att ge) och ”būt” tillhör ingen av de 3 konjugationerna. Dessa böjs så här:

| person               | presens         | preteritum        | futurum              |
| -------------------- | --------------- | ----------------- | -------------------- |
| es                   | eju/dodu/esmu   | gāju/devu/biju    | iešu/došu/būšu       |
| tu                   | ej/dod/esi      | gāji/devi/biji    | iesi/dosi/būsi       |
| viņš/viņa/viņi/viņas | iet/dod/ir      | gāja/deva/bija    | ies/dos/būs          |
| mēs                  | ejam/dodam/esam | gājām/devām/bijām | iesim/dosim/būsim    |
| jūs                  | ejat/dodat/esat | gājāt/devāt/bijāt | iesiet/dosiet/būsiet |

### Lettiska adjektiv
I lettiska böjs adjektiv tillsammans med sina substantiv. Det finns två typer av adjektiv: bestämda och obestämda. De obestämda böjs som om de vore 1. och 4. deklinationernas substantiv. De bestämda böjs så här:
| kasus               | fråga                     | maskulinum, singularis (-ais) | maskulinum, pluralis (-ie) | femininum, singularis (-ā)    | femininum, pluralis (-ās) |
| ------------------- | ------------------------- | ----------------------------- | -------------------------- | ----------------------------- | ------------------------- |
| Nominativ           | kas? (vem/vad?)           | lab-ais                       | lab-ie                     | lab-ā                         | lab-ās                    |
| Genitiv             | kā? (vars?)               | lab-ā                         | lab-o                      | lab-ās                        | lab-o                     |
| Dativ               | kam? (till/åt vem/vad?)   | lab-ajam                      | lab-ajiem                  | lab-ajai                      | lab-ajām                  |
| Ackusativ           | ko? (vem/vad(älskar du)?) | lab-o                         | lab-os                     | lab-o                         | lab-ās                    |
| Instrumentalis      | ar ko? (med vad/vem?)     | ar lab-o                      | ar lab-ajiem               | ar lab-o                      | ar lab-ajām               |
| Lokativ             | kur? (var?)               | lab-ajā                       | lab-ajos                   | lab-ajā                       | lab-ajās                  |
| Vokativ             | -                         | lab-ais! (lab-o!)             | lab-ie!                    | lab-ā! (lab-o!)               | lab-ās!                   |
| Ordets översättning | -                         | (den/det) goda, (den/det) bra | (de) goda, (de) bra        | (den/det) goda, (den/det) bra | (de) goda, (de) bra       |

Ge akt på följande:
- I vokativ ändelsen –ais och –ā kan användas i alla fall, medan ändelsen –o kan användas bara om adjektivets substantiv har i nominativ och vokativ olika former
- I lettiska för att avgöra vilken typ (antingen bestämd eller obestämd) av adjektiv som måste användas lyder man faktiskt samma regler som man lyder i svenska
- De bestämda adjektiv som i nominativ har ändelser -ējais, -ējie,-ējā, -ējās (till exempel "pēdējais" ((den/det) sista)) saknar suffixen -aj i dativ och lokativ i singularis samt i dativ, instrumentalis och lokativ i pluralis

## Namn
Letterna ”översätter” i regel utländska namn till en lettisk form som följer det lettiska skriv- och uttalssystemet.
Notera följande exempel:
Personer
- Carl XVI Gustaf - Kārlis XVI Gustavs
- Göran Persson - Jērans Pēšons
- Jacques Chirac - Žaks Širaks
- Tarja Halonen - Tarja Halonena

Ortnamn
- Stockholm - Stokholma
- Göteborg - Gēteborga

## Några ord och fraser på lettiska
- "Sveiki!" - Hej!
- "Labdien" - Goddag
- "Paliec sveiks!", "Visu labu!", "Uz redzēšanos!" - Adjö!
- "Paldies!" - Tack!
- "Lūdzu" - Varsågod
- "(Es) atvainojos" - Jag ber om ursäkt
- "Cik pulkstenis?" - Vad är klockan?
- "Kā tevi sauc?" - Vad heter du?
- "Mani sauc Ivars"/"Mans vārds ir Ivars" - Jag heter Ivar/Mitt namn är Ivar
- "Vai tu proti latviski?" - Kan du lettiska?
- "Nē, es protu tikai zviedriski" - Nej, jag kan bara svenska
- "Kā tev klājas?" - Hur står det till?
- "Paldies, man klājas labi" - Tack, bara bra
- "Es tevi mīlu" - Jag älskar dig

## Lettiskans utbredning i Lettland
Enligt uppgifter från 2005 kan 94% av Lettlands invånare kommunicera på ryska men bara 91 % på lettiska trots att lettiska är Lettlands enda officiella språk. År 2000 kunde bara 79% kommunicera på lettiska.
I de större städerna är andelen ryskspråkiga större, särskilt i de östra delarna av landet och i vissa förortsområden i Riga. Vissa orter med större industrier hade också stor inflyttning från andra sovjetrepubliker under Sovjetunionens styre, vilket fortfarande märks i antalet rysktalande. Däremot är lettiskan det dominerande språket på landsbygden och på mindre orter. I östra delarna av landet finns även platser där många talar lettgalliska, som är en dialekt med egen stavning och av många betraktas som ett eget språk.